# 黑兹尔 (漫画)
《黑兹尔》（Hazel）是泰德·基创作的单版面漫画，从1943年始常年连载于《星期六晚邮报》。黑兹尔是小康家庭巴克斯特家的女佣。20世纪60年初，改编为情景喜剧，由雪莉·布思饰演黑兹尔，由唐·迪福尔、惠妮·布莱克和鲍比·彭洛克饰演巴克斯特家族。1977年，基以《黑兹尔》为主要作品获得了全国漫画家协会报纸版面奖。